# 杨恩又
杨恩又（2013年10月16日—），中国女演员，四川成都人，曾出演《人生大事》《南京照相馆》等电影。

## 生平
2013年10月16日，杨恩又出生于四川省成都市，很小就拍过平面广告。她姐姐杨可润也是一名小演员。2017年，杨恩又和妈妈去杨可润片场探班，被导演周游邀请参加演出他执导的法制栏目剧。2018年，杨恩又出演央视普法栏目剧《终于找到你》，反串小男孩姜宇航（小罗新）。2020年，出演央视十二套短剧《心有归期》，反串出演7岁男孩小宝。2021年，出演李蕊言短片《远》，与冯祎饰演母女。
2022年，杨恩又凭借电影《人生大事》中武小文一角获得第35届中国电影金鸡奖最佳女主角奖提名，是金鸡奖有史以来年龄最小的提名者。2022年，杨恩又凭借荣耀手机广告片《眼神杀》获得《中国广告》杂志主办的金狮国际广告影片奖最佳女主金奖。2023年1月21日除夕，杨恩又登上中央电视总台春晚，与阿云嘎等人表演音乐短剧《当“神兽”遇见神兽》。2023年9月29日，中央广播电视总台中秋晚会播出，杨恩又与任素汐合作演唱歌曲《儿时》。2024年，杨恩又凭武小文一角获得第37届大众电影百花奖最佳新人提名。

## 作品

### 电影
| 上映年份 | 名称               | 角色               | 备注                 |
| -------- | ------------------ | ------------------ | -------------------- |
| 2021年   | 远                 | 小圆               | 剧情短片             |
| 2021年   | 阿年               | 6岁的阿婷          | 苹果2021贺岁微电影   |
| 2022年   | 人生大事           | 武小文             | 女主角               |
| 2022年   | 妈妈！             | 游客女孩           | [ 1 ] [ 12 ]         |
| 2023年   | 交换人生           | 陆小谷妹妹         | [ 1 ]                |
| 2024年   | 目中无人：以眼还眼 | 张小渔             | [ 13 ] [ 14 ]        |
| 2024年   | 哈尔的移动城堡     | 马鲁克（中文配音） | 日本动画电影         |
| 2024年   | 守龙者             | 萍（配音）         | 动画电影             |
| 2024年   | 出入平安           | 妙妙               | [ 1 ]                |
| 2025年   | 天堂旅行团         | 余小聚             | 女主角               |
| 2025年   | 我会好好的         | 豆豆               | [ 1 ]                |
| 2025年   | 恶意               | 静静               | [ 1 ]                |
| 2025年   | 南京照相館         | 金婉仪             | 照相馆老板的11岁女儿 |

### 剧集
| 首播年份 | 名称           | 角色    | 备注        |
| -------- | -------------- | ------- | ----------- |
| 2018年   | 终于找到你     | 宇航    | CCTV-12短剧 |
| 2020年   | 心有归期       | 7岁小宝 | CCTV-12短剧 |
| 2022年   | 三悦有了新工作 | 予笑    | 网络剧      |
| 2023年   | 异人之下       | 吕欢    | 网络剧      |

## 荣誉
| 年份   | 颁奖单位/活动        | 奖项           | 相关作品角色       | 结果 |
| 2022年 | 第35届中国电影金鸡奖 | 最佳女主角     | 《人生大事》武小文 | 提名 |
| 2023年 | 第16屆亞洲電影大獎   | 最佳新演員     | 《人生大事》武小文 | 提名 |
| 2024年 | 2024中国电影导演之夜 | 2022年度女演员 | 《人生大事》武小文 | 提名 |
| 2024年 | 第37届大众电影百花奖 | 最佳新人       | 《人生大事》武小文 | 提名 |